# Madison Rayne
Ashley Nichole Simmons (* 5. února 1986) je americká profesionální wrestlerka působící v Total Nonstop Action Wrestling (TNA) pod jménem Madison Rayne. Byla třikrát TNA Women's Knockout šampionka a dvakrát TNA Knockout Tag Team šampionka. Mimoto byla i první wrestlerka která držela oba tituly najednou a zároveň i nejdéle.
Svoji wrestlingovou kariéru začala na nezávislém okruhu pod ringovými jmény Ashley Lane a Lexi Lane. V roce 2007 zápasila pro Shimmer Women Athletes a zde byla i napůl týmovou šampionkou společně s Nevaeh. V roce 2009, když podepsala smlouvu s TNA, vytvořila s Angelinou Love a Velvet Sky tým The Beautiful People.

## Dětství
Ashley vyrůstala v West Lafayette ve státě Ohio se svými dvěma staršími bratry. Když chodila na střední školu, byla královnou maturitního plesu a univerzitní roztleskávačka. Také hrála divadlo v Činoherním klubu.
Když střední školu dokončila, začala se účastnit fitness soutěží, i když žádnou nikdy nevyhrála. Původně studovala radiologii, studium pak ale kvůli wrestlingové kariéře opustila.

## Ve wrestlingu
Zakončovací chvaty
- Jako Lexi Lane:
- Dys-Lexi-a (Reverse STO)
- Lexi-canrana (Hurricanrana pin)

- Jako Ashley Lane:
- Running big boot
- Standing shiranui

- Jako Madison Rayne:
- Rayne Drop (Inverted overdrive)

Manažeři
- Karen Jarrett

Jako manažerka
- Johnny Gargano
- Angelina Love
- Velvet Sky
- Tara

Přezdívky
- "Sexy" Lexi Lane
- "Cheerleader" Amber Lively
- "The Queen Bee of the Knockouts" Madison po zápase proti Roxxi na show Slammiversary

Theme songy

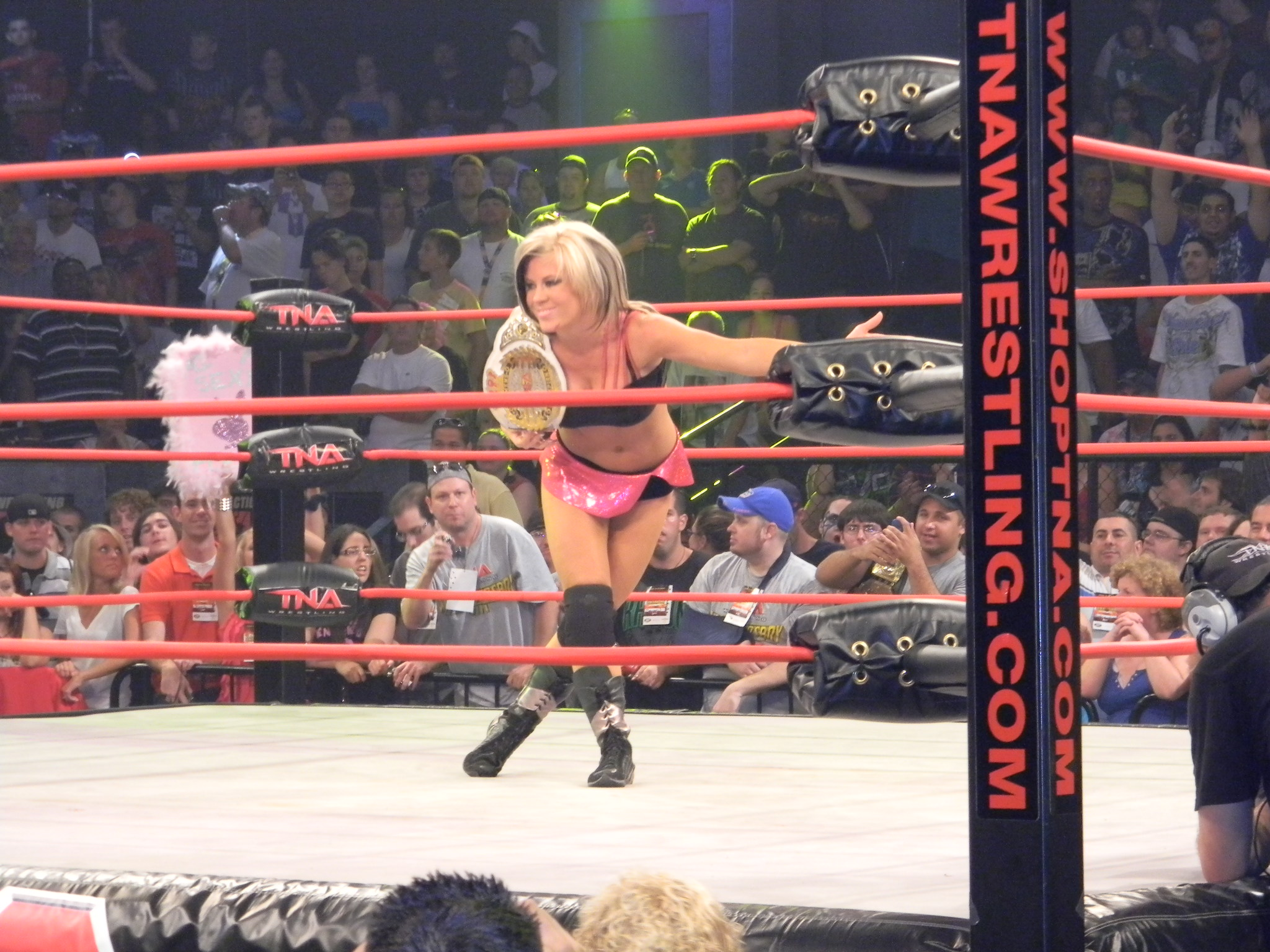
Madison po zápase proti Roxxi na show Slammiversary

- "Angel on My Shoulder" od Dale Oliver (TNA)
- "Killa Queen" od Dale Oliver (TNA)